# Булатниковская улица
Була́тниковская улица — улица на юге Москвы в районе Бирюлёво Западное от Булатниковского проезда до Никопольской улицы. Нумерация домов начинается от Булатниковского проезда, все дома имеют почтовый индекс 117403.

## История
В посёлке Бирюлёво существовала улица с таким названием, после включения его в состав Москвы и застройки территории прежняя улица была переименована в Булатниковский проезд.
Нынешняя Булатниковская улица была проложена во время застройки района и первоначально значилась как Проектируемый проезд № 5373. Проезд получил название Булатниковская улица 31 мая 1973 годаа. Название связано с подмосковным селом Булатниково и находящейся рядом с ним платформе Булатниково Павелецкого направления МЖД. Название села происходит от неканонического имени Булатник или от фамилии Булатников.
В 1977 году вдоль Булатниковской улицы была проложена теплотрасса ТЭЦ «Южная» — Бирюлёво.

## Здания и сооружения
На Булатниковской улице расположены:
- д. 1А — средняя общеобразовательная школа № 927
- д. 2А — торговый центр «Бирюза»
- д. 2Б — ледовый дворец «Южный» (ДЮСШ № 5 «Пингвины»)[10]
- вл. 2Д — АЗС № 518 «Лукойл»[11]
- д. 3, к. 2 — паспортный стол (филиал ЕИРЦ)[12]
- д. 5, к. 4 — кафе «Бирюса»
- д. 6А — отделение Сбербанка
- д. 7, к. 1 — объединённая диспетчерская служба (ОДС) № 31[13]
- д. 9 — универсамы «Магнит»[14] и «Пятёрочка»[15]
- д. 9, к. 2 — детский сад № 833
- д. 9А — кинотеатр «Бирюсинка»

## Транспорт
- Автобусы:

м96: Бирюлёво Западное — Красный Маяк

921: Бирюлёво Западное —  Царицыно

933: Бирюлёво Западное — Станция Бирюлёво-Товарная

с908: Посёлок Измайлово — Платформа Чертаново

с970:  Южная — Промзона Бирюлёво
- Маршрутное такси:

609:  Пражская —  Битца (МЦД)
Вблизи начала улицы находится платформа Бирюлёво-Пассажирская, где со стороны Михневской улицы проходят автобусы:
м88: Платформа Бирюлёво-Пассажирская —  Царицыно

м89: Загорьевская улица —  Кантемировская

826:  Орехово — Платформа Бирюлёво-Пассажирская

с809: Станция Бирюлёво-Товарная — 6-й микрорайон Загорья

## Фотографии

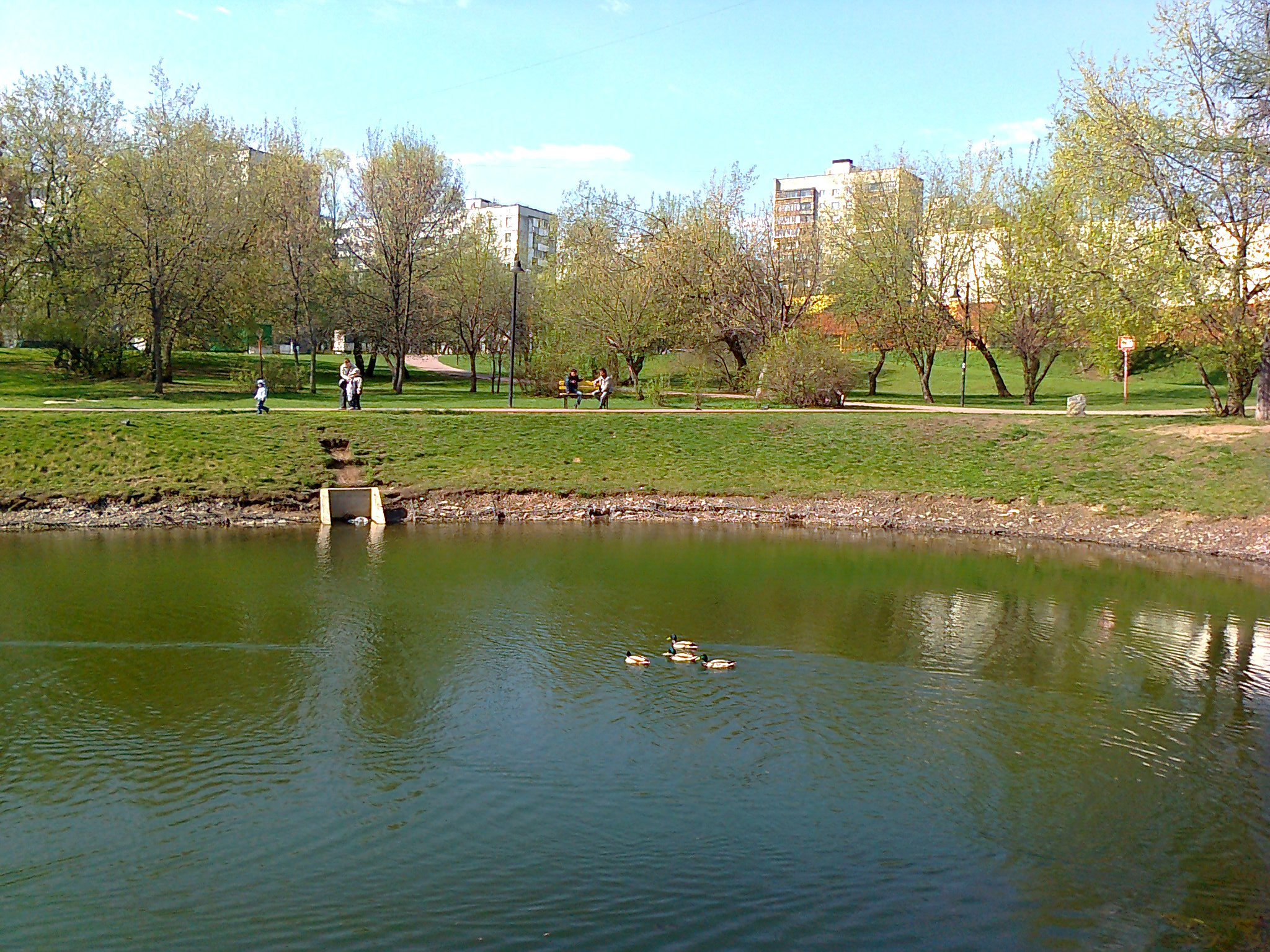
Пруд возле начала улицы
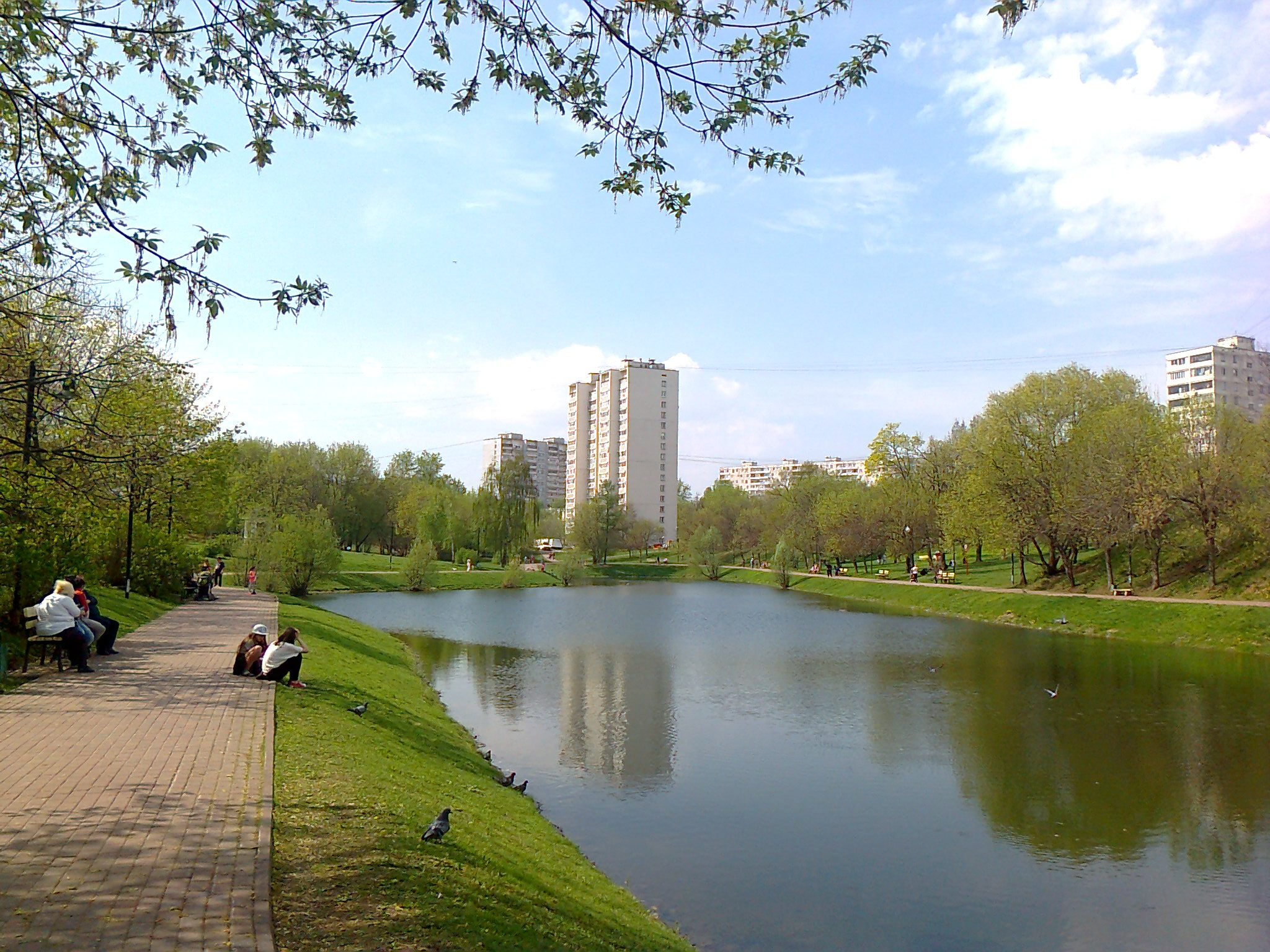
Общий вид пруда и зоны отдыха
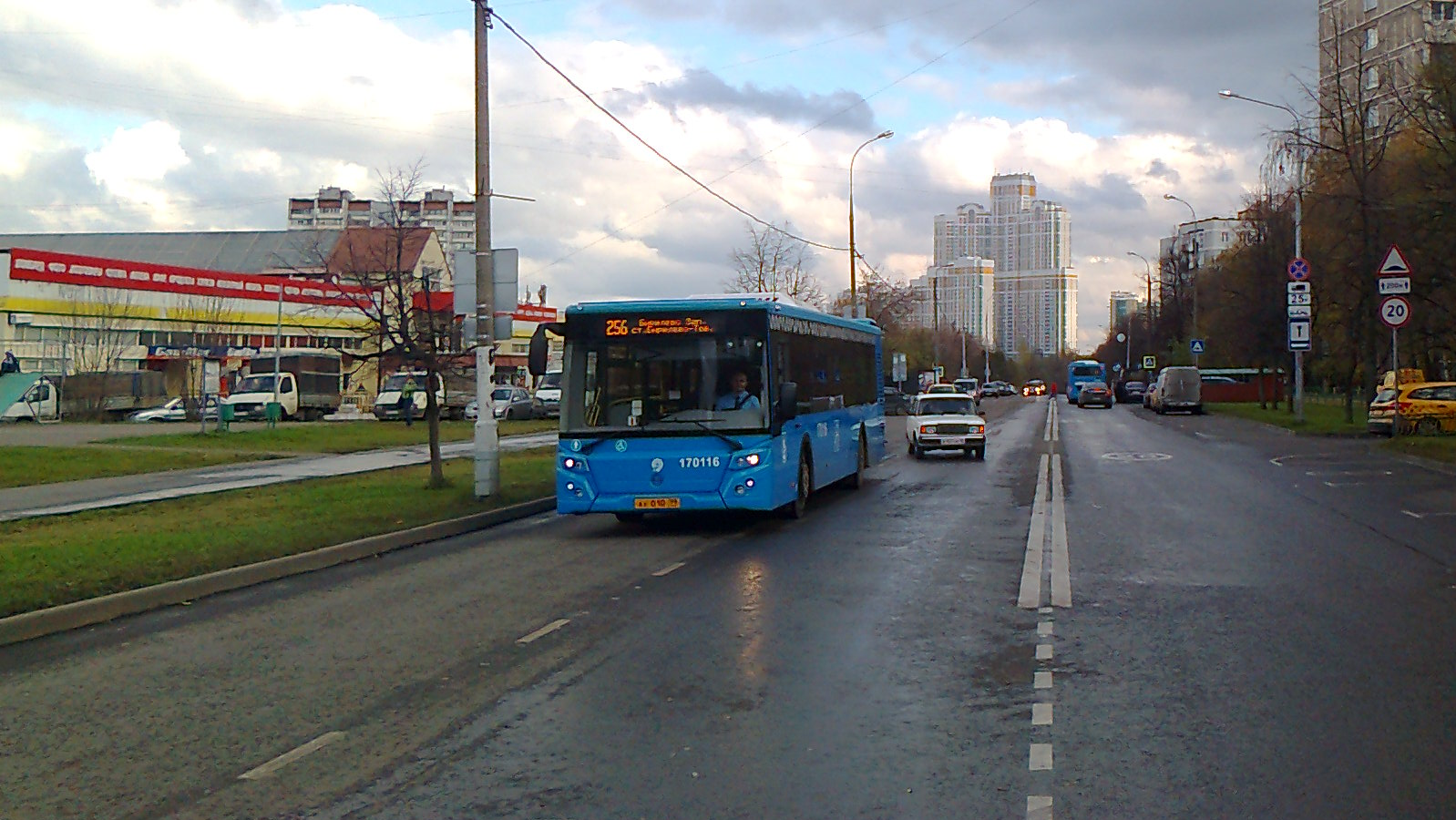
ТЦ «Бирюза» (Булатниковская ул., 2А).